# RPW
RPW foi um grupo de rap brasileiro formado na cidade de São Paulo em 1991, é considerado o primeiro grupo nacional a introduzir o Stage diving em shows de rap no Brasil.

## Biografia
RPW é a inicial dos nomes de seus respectivos integrantes, Rubia, Paul e W-Yo. O grupo ganhou notoriedade no cenário do rap nacional com o single Pule ou Empurre, lançado em vinil no ano de 1994, produzido por Fábio Macari e Dj Paul.
Pule ou Empurre é considerado o primeiro registro oficial dentro do estilo de rap Bate Cabeça, popular até os dias de hoje na Cultura Hip Hop brasileira. Com a rápida ascensão do RPW e o sucesso do single, o estilo dominou os bailes black de São Paulo na época, tornando-se, assim, uma grande referência e influência para outros artistas, a exemplo da dupla Emicida e Criolo, que homenageia o grupo em seus shows cantando o hit Pule ou Empurre, entre outros clássicos do Rap Nacional. O RPW também foi um dos primeiros grupos do rap brasileiro a ter um videoclipe na programação da antiga MTV Brasil.
Lançou durante sua carreira, 3 álbuns de estúdio, 1 ao vivo e 1 DVD documentário de 20 anos via edital Proac, também fez grandes shows como o Festival 300 anos de Zumbi que aconteceu no Vale do Anhangabaú em 1995, com cobertura da MTV Brasil, e na festa de pré-lançamento do clássico álbum Sobrevivendo no Inferno dos Racionais MC's no ano de 1997.

## Fim das atividades
No final de 2016 foi publicada uma nota no perfil oficial do grupo no facebook, anunciando o fim das atividades, depois de 25 anos de carreira. Na ocasião W-Yo, disse que foi pego de surpresa em entrevista à Revista Tribo Skate:
| “ | “Motivos pessoais, outros rumos e, na real, rolou mais da parte da Rubia e do DJ Paul isso. Fui pego de surpresa. Quando soltamos a nota, eu li três comentários pra lágrima descer. Neste fim de semana lerei e agradecerei a todos.” | ” |

## RPW 30 anos - Reunião
Em 2022 o trio se reuniu para comemorar os 30 anos de carreira, diversos shows foram realizados pela cidade de São Paulo, incluindo a abertura do espetáculo do tradicional grupo americano Onyx.

## Discografia
- RPW - 12” (1994)
- RPW - Está na área (1996)
- RPW – Ao Vivo (1997)
- RPW – A Luta continua, o real Bate Cabeça (2000)
- RPW – Talento não morre, Recicla! (2006)
- RPW – 20 Anos DVD/CD (2012)

## Integrantes
- Rubia Fraga - vocal
- W-Yo  - vocal
- DJ Paul - DJ